# Kanton Toulouse-11
Kanton Toulouse-11 (francouzsky Canton de Toulouse-11) je francouzský kanton v departementu Haute-Garonne v regionu Midi-Pyrénées. Tvoří ho pouze část města Toulouse (čtvrtě Bagatelle, Bordelongue, Croix de Pierre, La Faourette, Lafourguette, Papus a Tabar).